# Boris Trahtenbrot
Boris Trahtenbrot (în varianta anglicizată: Trakhtenbrot, Trachtenbrot, Trajtenbrot; în ebraică ‏בועז טרכטנברוט; în rusă Борис Трахтенброт; n. 20 februarie 1921, Briceva, România – d. 19 septembrie 2016, Rehovot, Israel) a fost un evreu basarabean, matematician și profesor sovietic și israelian în domeniul logicii matematice, teoriei computației și ciberneticii. A fost doctor în științe fizice și matematice (1962).
A fost unul dintre fondatorii informaticii teoretice din URSS, un teoretic proeminent în domeniul matematicii discrete și al limbajelor formale, precum și al logicii matematice, al calculatoarelor electronice, în special teoria automatelor (vezi și teorema indecidabilității lui Trahtenbrot și teorema slotului Trahtenbrot-Borodin).

## Biografie
S-a născut în colonia evreiască Briceva (acum în raionul Dondușeni, Republica Moldova) din județul Soroca, Basarabia, (România interbelică), în familia lui Abram Trahtenbroit, în 1941 deportat într-o așezare de muncă forțată din Siberia.  A studiat la școala elementară din Briceva, apoi la Bălți și într-un gimnaziu pentru băieți din Soroca, pe care l-a absolvit în 1939.
În 1940 a intrat la Departamentul de Fizică și Matematică al Institutului Pedagogic din Chișinău. La începutul lunii iulie 1941, a reușit să părăsească orașul asediat de trupele române și să ajungă la Cikalov, unde și-a continuat studiile la institutul pedagogic local, iar un an mai târziu a fost transferat înapoi la Institutul Pedagogic din Chișinău, evacuat la Buguruslan. În același timp a lucrat la o fabrică de pantofi, apoi la construcția unei conducte de gaz între Buguruslan și Kuibîșev. În august 1944, împreună cu institutul pedagogic, s-a întors la Chișinău. După absolvirea institutului în 1945, a lucrat ca profesor la Bălți. În același an a intrat la Facultatea de Fizică și Matematică a Universității din Cernăuți, unde a participat la prelegeri despre teoria probabilității. În 1947 a absolvit facultatea și a urmat studii postuniversitare la Institutul de Matematică al Academiei de Științe din RSS Ucraineană din Kiev. Acolo s-a specializat în logică matematică sub îndrumarea lui Piotr Novikov, și a susținut teza în 1950.
În anii 1950-1958 a lucrat la Institutul Pedagogic din Penza, iar în 1958-1960 la Institutul Politehnic din același oraș. Din 1960 a predat la Institutul de Matematică al Filialei Siberiene a Academiei de Științe a URSS din Novosibirsk și la Universitatea de Stat din același oraș.
După ce a emigrat în Israel în decembrie 1980, a devenit profesor al Departamentului de Informatică al Universității din Tel Aviv (din 1991, profesor emerit). A fost un membru al comitetului de redacție, informații și calcul al Institutului „Elsevier”.
A decedat la 19 septembrie 2016 în orașul Rehovot, la vârsta de 95 de ani.

## Lucrări
A început să publice în 1950. Și-a susținut teza de doctorat pe tema „Rezolvabilitatea problemelor pentru clasele finite și definiția claselor finite” sub supravegherea profesorului (mai târziu academician) Piotr Novikov. Prima monografie a matematicianului („Algoritmi și rezolvarea problemelor de mașini”, în 2 ediții: 1957 și 1960) a fost tradusă în bulgară, engleză, franceză (ambele ediții), cehă, japoneză (ambele ediții), spaniolă (ambele ediții), italiană, turcă, germană și poloneză. Monografiile „Introducere în teoria automatelor finite” (1962), „Automatele finite: comportament și sinteză” (1970) și „Algoritmi și mașini de calcul” (1974) au fost, de asemenea, traduse în mai multe limbi străine.
În 2008, Springer-Verlag a publicat o colecție de articole științifice în onoarea celei de-a 85-a aniversări a matematicianului în seria Pillars of Computer Science. 

### Publicații
- Алгоритмы и машинное решение задач. В серии «Популярные лекции по математике». Гостехиздат: Moscova, 1957 (la Tokyo, 1959 și 1964).
- Wieso können Automaten Rechnen. Deutsche Verlag der Wissenschaften: Berlin, 1959.

- Алгоритмы и машинное решение задач. Второе (расширенное) издание. Физматгиз: Moscova, 1960.
- Algoritmy i automatyczne rozwiazyvanie zadan. Pasttwowe Wydawnictwo Naukowe: Varșovia, 1961.
- Algorithmes et machines à calculer). Dunod: Paris, 1963.
- Algoritmy a strojove reseni ulokh. Nakladatelstvi Ceskoslovenske akademie ved: Praga, 1963.
- Алгоритми и машинно решаване на задачи. Държавно издателство Техника: Sofia, 1963.
- Algorithms and Automatic Computing Machines. В серии «Topics in Mathematics». D.C. Heath and Company: Boston, 1963.
- Algoritmi e Macchine Calcolatrici Automatiche. Progresso Tecnico Editoriale: Milano, 1964.
- Algoritmalar ve Otomatik Hesap Makinalari. Turk Matematik Dernegi Yaynlari: Istanbul, 1964.
- Introduccion a la Teoria Matematica de las Computadoras y de la Programacion. Siglo Veintiuno Editores SA: Mexico, 1967.
- Algorithme et Resolution de Problemes par des Machines. Nouvelles Orientations des Mathematiques (И. Яглом, Б. Трахтенброт, Г. Венцель, А. Солодовников). Mir: Moscova, 1975.
- Los Algoritmos y la Resolución Automática de Problemas. Editorial Mir: Moscova, 1977.
- アルゴリズムの数学 (単行本（ソフトカバー） (東京図書[nefuncțională – arhivă]
: Tokyo, 1994.

- Введение в теорию конечных автоматов (совместно с Н. Е. Кобринским). Физматгиз (Государственное издательство физико-математической литературы): Moscova, 1962.

- Introduction to the Theory of Finite Automata. В серии «Studies in Logic and the Foundations of Mathematics». North-Holland Publishing Company: Amsterdam, 1965.
- Uvod do Teorie Konecnych Automatu. Nakladatelstvi Technicke Literatury: Praga, 1967.
- Einfuhrung in die Theory Endlicher Automaten. Akademie-Verlag: Berlin, 1967.

- Сложность алгоритмов и вычислений (лекции). Новосибирский Государственный университет: Novosibirsk, 1967.
- Конечные автоматы (поведение и синтез, совместно с Я. М. Барздинем). Наука: Moscova, 1970.

- Finite Automata (Behavior and Synthesis). В серии «Fundamental Studies in Computer Science». North-Holland Publishing Company: Amsterdam—Londra, 1973 and American Elsevier Publishing Company: New York, 1973.

- Алгоритмы и вычислительные автоматы. Советское радио: Moscova, 1974.

- Algorithmen und Rechenautomaten. Deutsche Verlag der Wissenschaften: Berlin, 1977.
- Što su algoritmi: algoritmi i računski automati. Školska Knjiga: Zagreb, 1978.
- Algoritmusok és absztrakt automaták. Műszaki Könyvkiadó: Budapesta i Mir: Moscova, 1978.

- Selected Developments in Soviet Mathematical Cybernetics. Delphic Associated: Washington D.C., 1985.
- Pillars of Computer Science: Essays Dedicated to Boris (Boaz) Trakhtenbrot on the Occasion of His 85th Birthday. Lecture Notes in Computer Science (Введение: From Logic to Theoretical Computer Science, стр. 1—39). Springer: New York, 2008.